# Prinsehôf
Prinsehôf is een waterrijk gebied binnen het Nationaal Park De Alde Feanen in de Nederlandse provincie Friesland.
Het gebied bestaat uit kleine en grotere plassen, kreken en bredere waterwegen. Binnen het gebied liggen nog diverse hooilanden, polders en de boerderijen die alleen over water bereikbaar zijn. In dit waterrijke moerascomplex komen meer dan 450 soorten planten en meer dan 100 soorten broedvogels voor.